# Alain Moglia
Alain Moglia est un violoniste et chef d'orchestre français né le 22 décembre 1943 à Montargis.

## Biographie
Alain Moglia naît le 22 décembre 1943 à Montargis.
Il étudie au Conservatoire national supérieur de musique de Paris, où il entre en 1955 et obtient un 1er prix de violon en 1959.
Comme musicien chambriste, il est membre de diverses formations, des orchestres Fernand Oubradous et Paul Kuentz, de l'Octuor de Paris, de l'Ensemble instrumental de France, du Quatuor Via Nova et de La Grande Écurie et la Chambre du Roy, notamment,.
Comme musicien d'orchestre, Alain Moglia fait partie de l'Orchestre de l'Opéra de Paris entre 1966 et 1973, puis de l'Ensemble intercontemporain à partir de 1976, est premier violon solo — poste qu'il partage avec Luben Yordanoff — de l'Orchestre de Paris entre 1978 et 1990, avant d'occuper le même poste à l'Orchestre de Montpellier à partir de 1990,.
Il mène également des activités pédagogiques, s'occupant un temps de la formation des cordes à l'Orchestre français des jeunes et succédant en 1990 à Michèle Auclair comme professeur de violon au Conservatoire de Paris.
Interprète privilégié de la musique de son temps, Alain Moglia fait aussi carrière comme chef d'orchestre. Entre 1992 et 2001, il est ainsi directeur musical de l'Orchestre de chambre national de Toulouse,.
En janvier 2005, il est promu commandeur de l'Ordre des Arts et des Lettres.